# My Chemical Romance
My Chemical Romance (pogosto skrajšano na MCR ali My Chem) je ameriška rock glasbena skupina, ki je nastala leta 2001. V kratkem po nastanku skupine so podpisali pogodbo z založbo Eyeball Records in izdali svoj prvi album I Brought You My Bullets, You Brought Me My Love leta 2002. Naslednje leto so podpisali z založbo Reprise Records in leta 2004 izdali album Three Cheers For Sweet Revenge. Album, ki vključuje single »Helena«, »I'm Not Okay (I Promise)« in »The Ghost Of You« je bil ogromen uspeh s prodajo več kot milijon kopij. Sledil je album The Black Parade (leta 2006), ki jim je prislužil še več uspeha in slave. Na njem so tudi mega hiti »Welcome To The Black Parade«, »Famous Last Words«, »I Don't Love You« in »Teenagers«. 
Po dolgem premoru se je Mikey Way zopet pridružil skupini v času ko so bili MCR predskupina Bon Joviju na dveh koncertih v New Jerseyju. Skupina je tudi posnela koncert v Mehiki za live DVD, ki naj bi izšel v letu 2008.

## Zgodovina

### Začetek kariere
Skupino sta ustanovila pevec Gerard Way in bivši bobnar Matt Pelissier okoli enega tedna po napadu na dvojčke 11. Septembra 2001. Dogodek je tako močno vplival na življenje Gerarda Waya (ki je nestreči prisostvoval), da se je odločil da ustanovi glasbeno skupino. Way je napisal njihovo prvo pesem »Skylines And Turnstiles«, da bi izrazil svoje občutke o dogodkih 11. septembra. Kmalu za tem je bil k skupini povabljen Ray Toro, saj Way ni mogel peti in igrati kitare obenem. Prva snemanja so potekala na Pelissierovem podstrešju, kjer sta bili posneti pesmi »Our Lady Of Sorrows« (Prej imenovana »Bring More Knives«) in »Cubicles«. Mikeyu Wayu, mlajšemu bratu Gerarda Waya so bili posnetki tako všeč, da se je naučil igrati bas kitaro, pustil fakulteto in se pridružil skupini. 
My Chemical Romance so podpisali pogobo z založbo Eyeball Records in igrali v isti sobi kot Pencey Prep in Thursday. Tam je skupina spoznala Franka Iera, pevca in kitarista od Pencey Prep. Ko se je njegov bend razšel leta 2001/2002 je Frank postal drugi kitarist za My Chemical Romance, le nekaj dni preden so posneli svoj prvi album. Le tri mesece po nastanku skupine so posneli svoj prvi album I Brought You My Bullets, You Brought Me Your Love, ki je izšel leta 2002. Čeprav se je bendu pridružil le nekaj dni pred snemanjem albuma je Iero igral kitaro na dveh pesmih, ena od njiju je »Early Sunsets Over Monroeville«.

### Prvi večji uspehi (2003-2006)
V letu 2003 so MCR podpisali pogodbo z založbo Reprise Records. Med turnejo z Avenged Sevenfold je skupina začela pisati material za njihov drug album z naslovom Three Cheers For Sweet Revenge. Izdan leta 2004 je album prodal več kot milijon kopij v enem letu. Od trinajstih pesmi so izdali tri single: "I'm Not Okay (I Promise)", "Helena" in "The Ghost Of You". Po turneji na Japonskem v Juliju 2004 je skupina zamenjala prvotnega bobnarja Matta Pelissierja z Bobom Bryarjem. 
Z začetkom leta 2005 je skupina nastopala na prvi turneji Taste Of Chaos in kot predskupina bendu Green Day doživela nepričakovan preboj na svetovni turneji. Med poletjem so skupaj s skupino Fall Out Boy vodili Warped Tour 2005. Kasneje tistega leta so My Chemical Romance vodili turnejo z bendi Alcaline Trio, Reggie in Full Effect okoli ZDA. Še istega leta so sodelovali z The Used in slupaj posneli verzijo klasike Under Pressure od Queen in Davida Bowieja, ki je izšla kot dobrodeni singel na iTunes in drugje na internetu.
21. marca 2006 je izšel njihov DVD set Life On The Murder Scene. Vključen je DVD s celotno zgodovino skupine, DVD z videi singlov, snemanja le-teh in nekaj nastopov v živo, pa tudi CD s pesmi iz koncertov v živo. 27. Junija istega leta je bil izdan tudi neuraden biografijski DVD imenovan »Things That Make You Go MMM! DVD ne vključuje nastopov v živo ali videov ampak intervjuje s tistimi, ki so poznali skupino pred kakršnokoli slavo, ki jo imajo danes.
Skupina je začela snemati svoj tretji album 10. Aprila 2006 z Robom Cavallom, producentom mnogih uspešnih albumov skupine Green Day. Originalno naj bi album izšel pod imenom »The Rise And Fall of My Chemical Romance«, vendar je v intervuju z angleško revijo Kerrang! Way zatrdil, da je bil to le naslov med nastajanjem albuma z besedami: »To ni bil nikoli naslov albuma, bolj šala.« 
3. Avgusta 2006 so končali s snemanjem videov za prva dva singla "Welcome To The Black Parade" (izšel 9.oktobra, 2006)in "Famous Last Words (izšel 22. Januarja, 2007). Režiral ju je Sam Bayer, režiser videa »Smells Like Teen Spirit« (Nirvana) in videov z albuma American Idiot (Green Day). Med snemanjem videa »Famous Last Words«, sta se poškodovala dva člana skupine; Gerard Way in Bob Bryar. Way je utrpel pretrgane vezi v gležnju, Bryar pa hudo opeklino na nogi, ki je povzročila infekcijo potrebno nenehnega nadzora v bolnici. Skupina je bila seveda prisiljena odpovedati nekaj koncertov. Mnogi novinarji so poročali o avtomobilski nesreči v kateri naj bi Way in Bryar utrpela te poškodbe, vendar je skupina kmalu na svoji uradni strani potrdila da so poškodbe nastale pri snemanju prej omenjenega videa.

### The Black Parade (2006-sedanjost)
22. Avgusta 2006 je skupina nastopala na posebnem premiernem koncertu v London Hammersmith Palais s kapaciteto 1800 ljudi. Karte so bile razprodane v 15 minutah po eBayu precej nad povrečno ceno karte za njihove koncerte. Naslov albuma je bil oznanjen in okoli 20 ljudi oblečenih v črna pregrinjala s pod kapucami skritimi obrazi je paradiralo okoli Hemmersmitha, sledile pa so jim horde oboževalcev s plakati na katerih je večinoma pisalo "The Black Parade". Kasneje med koncertom je bil potrjen naslov albuma in datum izdaje v Veliki Britaniji. Preden je skupina prišla na oder je bilo oznenjeno, da My Chemical Romance ne bodo mogli nastopati in da jih bodo nadomestili »The Black Parade«. Po začetnem nasprotovanju množice je kmalu postalo jasno, da bo skupina preprosto nastopala pod psevdonimom in se držala teme albuma.  
Prvi singel »Welcome to the Black Parade« je zasedel prvo mesto na Britanski lestvici signlov 15. oktobra, kar je bilo za MCR prvič. The Black Parade je bil izdan 23. oktobra 2006 v Veliki Britaniji in 24. oktobra v ZDA in drugod po svetu.
The Black Parade World Tour (svetovna turneja) se je začela 22. Februarja 2007, s tremi predskupinami: Rise Against, Thursday in Muse.  
My Chemical Romance je prejela veliko pozitivnih pa tudi negativnig odzivov. V anketi Reader's Poll 2006 britanske revije Kerrang! so zmagali v naslednjih kategorijah: Best Band (najboljša skupina), Worst Band (najslabša skupina), Best Album (The Black Parade) (najboljši album), Worst Album (The Black Parade) (najslabši album), Best Track ("Welcome to the Black Parade«) (najboljša pesem), Best Video ("Welcome to the Black Parade«) (najboljši video), Best Live Show (najboljši koncert v živo), Best Thing about 2006 (najboljša stvar v letu 2006), Worst Thing about 2006 (najslabša stvar v letu 2006), Hero of 2006 (Gerard Way) (junak leta - Gerard Way), Villain of 2006 (Gerard Way) (zlikovec leta 2006), in Sexiest Male (Gerard Way) (najbolj seksi moški). V reviji Rolling Stone je na lestvici '50 najboljših' The Black Parade zasedla dvajseto mesto. My Chemical Romance so dobili tudi nagrado za najboljšo internacionalno skupino pri NME Awards 2007.
19. aprila 2007, je skupina oznanila, da jih bo basist Mikey Way začasno zapustil. Mikey je namreč odpotoval na medene tedne, ki naj bi jih v miru preživel s svojo novo ženo Alicio Simmons-Way. Njegova zamenjava je bil Matt Cortez, kitarski tehnik in prijatelj skupine. Mikey se je vrnil v času evropske turneje, ki se je začela konec oktobra 2007. 
V maju 2007 je tri člane MCR, nekaj osebja in člane skupine Muse (ki so v tem času igrali kot predskupina pred MCR) zadela zastrupitev s hrano, ki jih je prisilila k odpovedi šestih koncertov.
My Chemical Romance so poleti nastopali tudi v Linkin Park turneji »Project Revolution Tour 2007« skupaj s: Placebo, Mindless Self Indulgence, Saosin, Taking Back Sunday, HIM in Madina Lake. Oktobra 2007 so se odpravili po Evropi, kot predskupina pa so igrali Mindless Self Indulgence.
V Septembru 2007 so My Chemical Romance potrdili, da nimajo nobenih načrtov za snemanje novega albuma v bližnji prihodnosti (začeli naj bi nekje v poznem 2008), čeprav obstajajo nekateri konfliktni članki, ki pravijo da bo skupina snemala nov album konec leta 2007 in ga izdala v zgodnjem 2008.
Gerard Way je 24. septembra izjavil, da bodo izdali še dva singla iz albuma The Black Parade, oba pa naj bi režiral kar pevec sam. Eden od njiju je pesem »Mama«, ki naj bi bila izdana novembra tega leta, vendar so datum spremenili.
Čeprav so MCR zatrdili, da ne bodo pisali novega materiala pred letom 2008, so v zadnjem času večkrat zaigrali novo pesem, katere uradni naslov še ni znan. 
19. decembra 2007 naj bi bil na Japonskem izdan EP Live and Rare.

### Danger Days: The True Lives Of The Fabulous Killjoys (2010-sedanjost)
19.11.2010 je skupina izdala nov album, ki prikazuje življenje Killjoyev. Vsak član skupine si je posebeh za ta album ustvaril svoj Killjoy karakter. Tako so nastali Party Poison (Gerard Way), Fun Ghoul (Frank Iero), Jet Star (Ray Toro) in Kobra Kid (Mikey Way). Album vsebuje pesmi:
- Look Alive, Sunshine
- NaNaNa
- Bulletproof Heart
- Sing
- Planetary (GO!)
- The Only Hope For Me Is You
- Jet Star And The Kobra Kid/Traffic Report
- Party Poison
- Save Yourself, I'll Hold Them Back
- S/C/A/R/E/C/R/O/W
- Summertime
- Destroya
- The Kids From Yesterday
- Goodnite, Dr. Death
- Vampire Money

Od tega so Look Alive, Sunshine, Jet Star And The Kobra Kid/Traffic Report in Goodnite, Dr. Death povezovalni 'govori' vodje Killjoyev. Dr. Death Defiyinga. Killjoyi se borijo proti Better Living Industries (BLI/nd). The only hope for me is you je pesem, posvečena 11.9.2001 (napad na dvojčke). Bob Bryar je skupino zapustil še pred snemanjem albuma. Ostali člani nikoli niso povedali, zakaj.

## Stil glasbe in vplivi
Glasbo skupine My Chemical Romance so mediji označili kot »pop punk«, »emo«, »alternativni rock«, »post-hardcore« in »punk revival«. Skupina sama pa svojo muziko opisuje kot »rock« ali »violent, unsafe pop« (nasilen, nevaren pop).Nekateri ljudje jih označujejo kot »emo« skupina,vendar je v enem od intervjujev Gerard Way(vokal) povedal: »We were never emo."(nikoli nismo bili emo)
My Chemical Romance kot glavne vplive na njihove stvaritve našteva Queen, Thursday, Iron Maiden, The Misfits, Morrissey/The Smiths in The Beastie Boys.

## Zasedba
- Gerard Way - vokal (2001-2013)
- Ray Toro - kitara, vokal (2001-2013)
- Frank Iero - kitara, vokal (2002-2013)
- Mikey Way - bas kitara (2001-2013)
- Bob Bryar - bobni (2004-2010)

### The Black Parade Turneja - projekt
- Matt Cortez - bas kitara, zamenjava za Mikeya Waya (2007-sedanjost)
- James Dewees - sintesajzer (klaviature) (2007-sedanjost)

## Diskografija

### Albumi
- I Brought You My Bullets, You Brought Me Your Love 2002
- Three Cheers for Sweet Revenge 2004
- The Black Parade 2006
- Danger Days: The true Lives Of The Fabolous Killjoys 2010

### DVD
- Life on the Murder Scene 2006
- The Black Parade Is Dead 2008